# Boo Boo
Boo Boo è il quinto album in studio del musicista statunitense Toro y Moi, pubblicato nel 2017.

## Tracce
1. Mirage – 5:09
2. No Show – 3:14
3. Mona Lisa – 4:15
4. Pavement – 2:22
5. Don't Try – 4:25
6. Windows – 4:05
7. Embarcadero – 2:46
8. Girl Like You – 3:43
9. You and I – 3:51
10. Labyrinth – 4:01
11. Inside My Head – 4:11
12. W.I.W.W.T.W. (include bonus track "Be", featuring Madeline Kenney) – 7:08